# Estación de Lyon-Jean Macé
La estación de Lyon-Jean Macé es la estación ferroviaria más reciente de Lyon, y una de las siete que posee esta ciudad francesa. Se encuentra en el noveno distrito. Fue creada con el de fin de descongestionar las estaciones de Lyon-Part Dieu y Lyon-Perrache ofreciendo además una conexión con los transportes públicos de la ciudad, tanto metro, autobús como tranvía.  Por ella circulan esencialmente trenes regionales. 

## Historia
Fue inaugurada el 8 de diciembre de 2009. Inicialmente se planteó como un apeadero sin servicios comerciales pero ha ido ganando importancia hasta convertirse en una auténtica estación. 

## Descripción
La moderna estación se sitúa sobre un tramo de viaductos. Una amplia zona acristalada da acceso al único andén existente, un andén de central de 250 metros de anchura. A este acceden dos vías, otras dos más cruzan también la estación pero sin acceso al mismo. Dispone de dos entradas ubicadas a ambos lados del puente.  

## Servicios ferroviarios

### Regionales
- Línea Villefranche-sur-Saône / Mâcon ↔ Vienne.
- Línea Lyon-Perrache ↔ Vienne.
- Línea Lyon-Perrache ↔ Valence / Aviñón.
- Línea Lyon-Perrache ↔ Grenoble.
- Línea Lyon-Perrache ↔ Bourgoin-Jallieu /Saint-André-le-Gaz